# Blue Harvest
Blue Harvest (noto anche come I Griffin presentano Blue Harvest) è un episodio della serie animata I Griffin e la prima parte della trilogia Ridi pure, ammasso di pelo! (Laugh It Up, Fuzzball!). Costituisce la prima puntata della sesta stagione ed è andata in onda per la prima volta il 23 settembre 2007 negli Stati Uniti sul canale televisivo Fox e il 7 gennaio 2008 in Italia su Italia 1.
L'episodio è una parodia e rivisitazione del noto film campione d'incassi Guerre stellari (Star Wars) del 1977 e riodina i personaggi della serie secondo i ruoli dei personaggi del film originale. L'episodio vede Peter Griffin raccontare la storia di Guerre Stellari per passare il tempo dopo che la corrente di casa è saltata. I sequel dell'episodio Something, Something, Something, Dark Side e It's a Trap! sono parodie dei capitoli successivi della saga di Guerre stellari.
La puntata fu scritta da Alec Sulkin e diretta da Dominic Polcino. Appaiono le guest star Chevy Chase nel ruolo di Clark Griswold, Beverly D'Angelo nel ruolo di Ellen Griswold, Mick Hucknall e Helen Reddy nel ruolo di sé stessi, Rush Limbaugh nel ruolo di un commentatore politico galattico, Don Tai nel ruolo di un pilota di Caccia TIE e Leslie Nielsen nel ruolo di Dott. Barry e Rumack.

## Trama
La famiglia Griffin è in salotto a guardare la televisione, ma improvvisamente salta la corrente. Peter inizia così a raccontare la storia di Guerre stellari con loro nei panni dei protagonisti della saga. Una nave dei ribelli è attaccata da un cacciatorpediniere imperiale, la principessa Leila viene catturata da Dart Fener, mentre i droidi C1-P8 e D-3BO riescono a fuggire a bordo di una capsula di salvataggio, atterrando su Tatooine dove vengono catturati dai jawa e in seguito acquistati dalla famiglia di Luke Skywalker. Mentre si trova nel deserto, Luke viene aggredito da un sabbipode, messo poi in fuga da Obi-Wan Kenobi che soccorre il ragazzo.
C1-P8 mostra il videomessaggio che Leila ha registrato per Obi-Wan dove gli chiede aiuto per mandare i piani della Morte Nera, che lei ha rubato, a suo padre su Alderaan. L'Impero, sulle tracce dei due droidi fuggiti, uccide gli zii di Luke. Luke, Obi-Wan e i droidi si recano al porto spaziale di Mos Eisley per cercare una nave che li porti su Alderaan e trovano il capitano Ian Solo, pilota del Millennium Falcon, accompagnato dal suo copilota Chewbecca. Vengono trovati dai cloni dell'Impero; dopo una sparatoria riescono a partire ma sono inseguiti dagli incrociatori imperiali, dai quali sfuggono saltando nell'iperspazio. Il governatore Tarkin e Dart Fener distruggono Alderaan sotto gli occhi di Leila.
Il Millennium Falcon giunge tra i detriti del pianeta appena disintegrato e con un raggio treante viene risucchiato dalla Morte Nera. Una volta all'interno, Luke, Ian e Chewbecca cercano la cella dove è rinchiusa Leila per salvarla, quindi fuggono dalla truppe d'assalto mentre Obi-Wan muore affrontando Dart Fener. I tre giungono su Yavin IV dove si uniscono ai ribelli e pianificano un attacco per distruggere la Morte Nera che porteranno a termine con successo.
A questo punto, Peter ha finito di raccontare la storia e in casa torna la luce.

## Produzione
Secondo Seth MacFarlane, la ragione per cui hanno prodotto una parodia basata su Guerre stellari è dovuta al fatto che quasi tutti i membri dello staff dei Griffin erano grandi fan dei film di George Lucas. MacFarlane dichiarò anche che stavano considerando di fare delle parodie basate su I predatori dell'arca perduta o Star Trek II - L'ira di Khan, ma presumevano che non sarebbero stati in grado di ottenere il permesso dai proprietari dei due film, in questo caso Paramount Pictures. Dopo che la Lucasfilm ha dato il permesso sulla creazione di parodie basate sui loro film, ha imposto la condizione che i personaggi di Guerre stellari dovevano apparire esattamente come nei film.

## Personaggi
Diversi personaggi di Guerre stellari sono stati sostituiti da Peter con i personaggi presenti nei Griffin, che hanno riportato le loro caratteristiche nei personaggi di Guerre stellari che sono andati a interpretare.
| Personaggio dei Griffin | Personaggio di Guerre stellari | Doppiatore originale | Doppiatore italiano   |
| ----------------------- | ------------------------------ | -------------------- | --------------------- |
| Chris Griffin           | Luke Skywalker                 | Seth Green           | Davide Lepore         |
| Peter Griffin           | Ian Solo                       | Seth MacFarlane      | Mino Caprio           |
| Lois Griffin            | Leila Organa                   | Alex Borstein        | Antonella Rinaldi     |
| Stewie Griffin          | Dart Fener                     | Seth MacFarlane      | Nanni Baldini         |
| Brian Griffin           | Chewbecca                      | Seth MacFarlane      | Leslie La Penna       |
| Glenn Quagmire          | D-3BO                          | Seth MacFarlane      | Enrico Di Troia       |
| Cleveland Brown         | C1-P8                          | Mike Henry           | Luciano Marchitiello  |
| Mr. Herbert             | Obi-Wan Kenobi                 | Mike Henry           | Mario Milita          |
| Adam West               | Governatore Tarkin             | Adam West            | Michele Kalamera      |
| Carter Pewterschmidt    | Owen Lars                      | Seth MacFarlane      | Giuliano Santi        |
| Barbara Pewterschmidt   | Beru Whitesun                  | Alex Borstein        | Mariadele Cinquegrani |
| Bruce                   | Greedo                         | Mike Henry           | Wladimiro Grana       |
| Joe Swanson             | Biggs Darklighter              | Patrick Warburton    | Edoardo Nordio        |
| Mort Goldman            | un jawa                        | John G. Brennan      | Ambrogio Colombo      |
| Meg Griffin             | la dianoga                     | Mila Kunis           | Maura Cenciarelli     |

## Edizioni home video

### DVD
Nei primi mesi del 2008 (il 21 gennaio negli Stati Uniti e il 9 marzo in Italia) sono uscite due versioni in DVD dell'episodio, una normale e una in edizione limitata nel quale sono compresi diversi contenuti speciali:
- Il commento di Seth McFarlane, Patrick Klark, Mike Elias, David Goodman, Joseph Lee, Dominic Polcino, Danny Smith, Alec Sulkin e Kara Vallow;
- Conversazione con George Lucas;
- Il making of di Blue Harvest;
- La versione animatic;
- Una clip di I Griffin in Star Wars;
- L'anteprima di Something, Something, Something, Dark Side;
- Una presentazione dei Griffin;
- L'episodio della quarta stagione dei Griffin I due volti della passione.

### Blu-ray disc
Il 9 febbraio 2011 in Italia, Blue Harvest è stato pubblicato anche nel formato Blu-ray disc.

## Citazioni e riferimenti
- Il titolo dell'episodio in originale, Blue Harvest (letteralmente "Raccolto Blu") è un riferimento al titolo di lavorazione usato per Il ritorno dello Jedi.
- Nella scena della locanda su Tatooine si può chiaramente vedere l'alieno di American Dad! Roger, la scimmia cattiva, Bender della serie animata Futurama e il coach McGuirk (di Home Movies).
- Durante il salto nell'iperspazio, appare il Dottore, protagonista della serie Doctor Who.
- Quando il Millennium Falcon arriva nei campo d'asteroidi prodotto dalla distruzione del pianeta Alderaan, si vedono alcuni secondi del videogioco Asteroids.
- Nell'episodio è presente una scena in cui Luke e gli altri si muovono furtivamente seguendo la musica, omaggiando il film The Blues Brothers.
- Obi-Wan Kenobi (Mr. Herbert) canta e balla sulle note di (I've Had) The Time of My Life di Dirty Dancing - Balli proibiti.
- Nella scena in cui i tre devono liberare la principessa Leila, Ian Solo presenta Chewbecca come "prigioniero dell'unità carceraria 1138", riferimento a L'uomo che fuggì dal futuro. Lo stesso numero viene citato in maniera molto simile anche nell'originale Guerre stellari.
- Nella scena in cui viene spiegato l'attacco alla Morte Nera, appare John Bender, studente ribelle del cult Breakfast Club.
- Poco prima dell'inizio della battaglia conclusiva, nello schieramento dei ribelli sono presenti i Simply Red, Redd Foxx (protagonista di Sanford and Son), Big Red (chewing gum), il sottomarino Ottobre Rosso, Helen Reddy e Red Buttons.
- Chevy Chase e Beverly D'Angelo danno voce ai loro personaggi del film National Lampoon's Vacation riprendendo la gag del quartiere malfamato nella scena in cui Luke Skywalker sta per sganciare il missile contro la Morte Nera.
- Durante la battaglia conclusiva, è possibile sentire l'urlo Wilhelm.
- Nel finale, si fa riferimento a un altro speciale dedicato a Guerre stellari, realizzato nella serie televisiva Robot Chicken.
- Nella scena della fuga dalla Morte Nera, durante l'attacco dei Caccia TIE, Leslie Nielsen entra nella cabina di Ian Solo, citando una scena di L'aereo più pazzo del mondo.